# Budgethouderschap
Het budgethouderschap is een vorm van interne verzelfstandiging; delegatie of beter overdracht van beheer binnen de rechtspersoon in België. 
Volgens het (Vlaamse) gemeentedecreet betreft het budgethouderschap een toegekende bevoegdheid tot het beheer van een budget dat taakstellend is in de zin dat het een norm inhoudt waarvan de budgethouder de realisatie nastreeft. Het budgethouderschap kan zowel aan een politiek orgaan als aan een personeelslid van de gemeente toegekend worden. Het kan zelfs aan een wijkcomité worden toevertrouwd. In de Vlaamse gemeenten is het college van burgemeester en schepenen de hoofdbudgethouder. Dat betekent dat indien de decreetgever niet anders bepaald heeft, het college van burgemeester en schepenen budgethouder is.
De decreetgever heeft bij het schrijven van het gemeentedecreet ongetwijfeld zijn mosterd gehaald uit de organieke wet van 8 juli 1976 betreffende de openbare centra voor maatschappelijk welzijn. Met het decreet van 17 december 1997 werd voor de Vlaamse openbare centra voor maatschappelijk welzijn deze vorm van interne verzelfstandiging in die wet van 8 juli 1976 ingeschreven. Ondertussen heeft de Vlaamse decreetgever beslist de organisatie en de werking van de (Vlaamse) openbare centra voor maatschappelijk welzijn onder te brengen in het OCMW-decreet van 19 december 2008. Volgens dat laatste decreet is de raad voor maatschappelijk welzijn de hoofdbudgethouder in de openbare centra voor maatschappelijk welzijn.
Ook in de Vlaamse provincies werd het budgethouderschap geïntroduceerd. Daar is de hoofdbudgethouder de deputatie.
Met de invoering van het budgethouderschap heeft de decreetgever beoogd het bestuur (gemeente, provincie, openbaar centrum voor maatschappelijk welzijn) de mogelijkheid te geven de beslissingsmacht in verband met het beheer van het bestuur toe te vertrouwen aan het orgaan of het personeelslid dat het best geplaatst is om een deel van het beheer op zich te nemen. Het budgethouderschap is inherent aan bepaalde opdrachten ingeschreven in de decreten. Dat is bijvoorbeeld het geval voor het optreden in rechte, het dagelijks personeelsbeheer en het debiteurenbeheer.
In Nederland wordt de term budgethouder vooral gebruikt voor iemand met een persoonsgebonden budget.